# Moeka Minami
Moeka Minami (南 萌華 Minami Moeka?, nacida el 7 de diciembre de 1998 en Saitama) es una futbolista japonesa que juega como defensa en el Brighton & Hove Albion de la Women's Super League de Inglaterra.
En 2019, Minami jugó para la selección femenina de fútbol de Japón.

## Clubes
| Club                   | País       | Año       |
| ---------------------- | ---------- | --------- |
| Urawa Red Diamonds     | Japón      | 2017-2022 |
| AS Roma                | Italia     | 2022-2025 |
| Brighton & Hove Albion | Inglaterra | 2025-act. |